# Albalonga (uva)

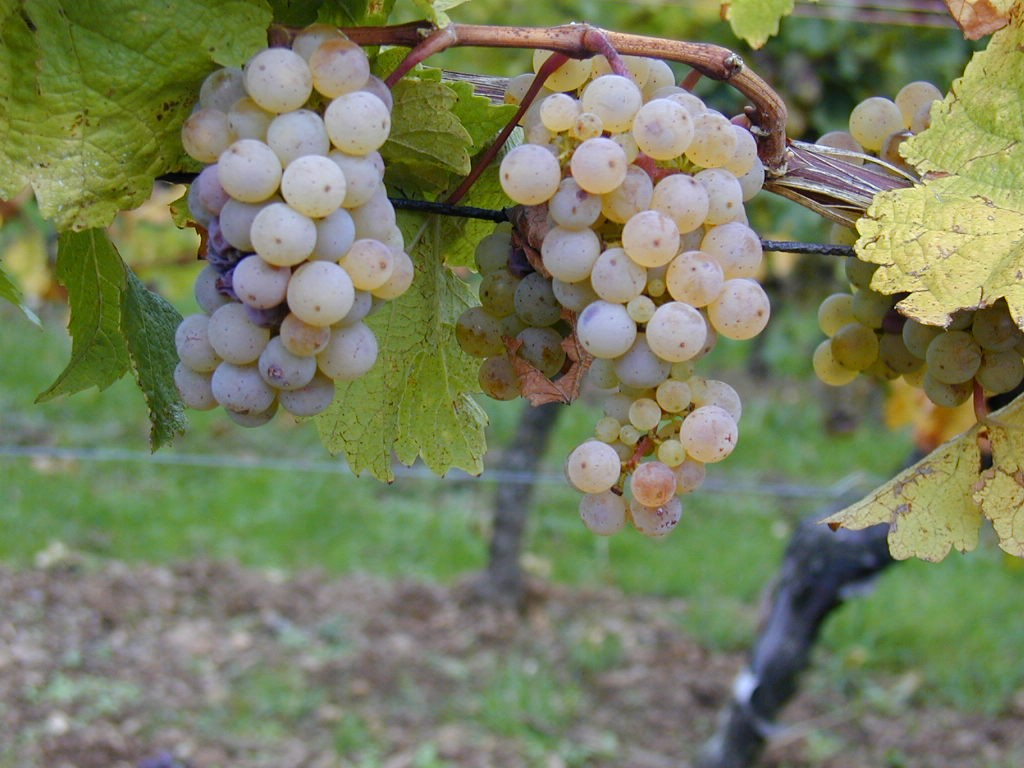
Albalonga, uva blanca alemana

La albalonga es una uva blanca alemana. Surge de un cruce entre la rieslaner y la müller-thurgau. Crece sobre todo en la región vinícola de Rheinhessen donde, en buenas añadas, puede producir selectos vinos dulces. No obstante, esta uva es propensa a la pudrición, lo que dificulta su viticultura.